# 唐鵬 (正德進士)
唐鹏（1486年—？年），字雲卿，南直隶镇江府丹徒縣人，民籍。

## 生平
治《詩經》，行三，正德二年（1507年）由縣學生中式丁卯科應天府鄉試第四十二名舉人，正德三年（1508年）聯捷戊辰科會試第二百五十名，第三甲第三十五名進士。授浙江台州府推官，调余杭知县，官至礼部员外郎。

## 家族
曾祖唐敬。祖父唐玉，遇例冠帶。父唐隆。母朱氏。具庆下，兄鸞、鵠、弟鳳、鹤、鵾。